# 星空の街・あおぞらの街全国大会
「星空の街・あおぞらの街」全国大会（ほしぞらのまち・あおぞらのまちぜんこくたいかい）は、大気環境の保全に対する意識を高めること、郷土の環境を活かした地域おこしの推進に役立てることを目的として環境省が主催して行う大会。

## 概要
｢大会｣と名付けられているが、競技会ではなくテーマに沿った発表等が行われる集会である。1989年（平成元年）度より、毎年8月から10月頃に行われている。毎年異なるテーマが設定され、テーマに沿った発表が行われている。1994年（平成6年）に兵庫県八鹿町（現・養父市）で開催された大会から、天体観測や星空に関するテーマで多くの貢献を残した団体や個人に対して｢環境大臣賞｣｢全国協議会会長賞｣などの賞が授与されている。1995年（平成7年）度（第7回大会）より毎年、高円宮妃が臨席している。
環境省とともに主催する「星空の街・あおぞらの街」全国協議会は、1988年（昭和63年）6月4日に福岡県北九州市で開催された「星空の街・あおぞらの街サミット」を契機として「「星空の街・あおぞらの街」全国連絡会議」として結成された地方自治体の協議会である。その後、1993年（平成5年）に現在の名前に改称された。参加会員は350団体（2017年（平成29年）6月2日現在）。